# 約翰·沃爾夫岡·德貝萊納
约翰·沃尔夫冈·德贝赖纳（Johann Wolfgang Döbereiner，1780年12月13日—1849年3月24日）是一位德国化学家。

## 生平与工作
作为一个车夫的儿子，德贝赖纳可以接受正规教育的机会很少，因此他去给一位药剂师当学徒，同时广泛阅读，并参加过一些科学讲座。1810年，他成为了耶拿大学的一名教授。
1829年，在德贝赖纳工作生涯之初，他发现在选出的三元素群组(triad)中某些属性有一定的趋势。例如，锂和钾的原子量的平均数与钠的原子量非常接近。同样的事情也发生在钙，锶，钡、硫，硒，碲，以及氯，溴，碘之间。越来越多的triads被发现具有这样的性质，这些triads后来被称作“Döbereiner's triads”。
德贝赖纳也因发现了糠醛，以及他对于铂在催化剂用途方面的研究（如在他的发明Döbereiner's lamp中作为点火催化剂）而闻名。
德国诗人歌德是德贝赖纳的朋友，他每周都会参加德贝赖纳的讲座，并以德贝赖纳的化学亲和力的理论为其小说《亲和力》的基础。